# Hindsight (film)
Pour plus de détails, voir Fiche technique et Distribution.
Hindsight (hangeul : 푸른소금 ; RR : Pureun Sogeum, litt. « Sel bleu ») est un film d'action sud-coréen co-produit, écrit et réalisé par Lee Hyeon-seung (en) et sorti en 2011 en Corée du Sud.
Il raconte l'histoire d'un tueur à gage qui se débat avec son amitié pour le patron de la pègre qui est sa cible. Il traite des sujets de la différence d'âge et de la pègre coréenne (en). Il est projeté en avant-première au 16e Festival international du film de Pusan,.
Il totalise presque 800 000 entrées au box-office sud-coréen de 2011 (en), ce qui reste un résultat faible.

## Synopsis
À Pusan, le légendaire gangster à la retraite Yoon Doo-heon (Song Kang-ho) rêve d'ouvrir un restaurant et suit des cours de cuisine où il fait la connaissance de Jo Se-bin (Shin Se-kyeong). Doo-heon apprend alors que son ancien patron, Man-gil, est décédé après avoir été écrasé par une voiture. Les membres du gang doivent retrouver son testament pour voir qui il a choisi comme successeur, bien que la plupart d'entre eux s'attendent à ce que ce soit Doo-heon. Pendant ce temps, la colocatrice de Se-bin, Lee Eun-jeong (Esom (en)), a contraint une dette envers des usuriers de Haeundae, qui la forcent, en retour, à espionner Doo-heon. Après que Eun-jeong leur ait volé une valise contenant de la cocaïne, Se-bin reçoit l'ordre de tuer Doo-heon mais ne peut se résoudre à le faire. Eun-jeong tente alors de le renverser en voiture et disparaît par la suite. Doo-heon survit et reprend la tête de son ancien gang, déterminé à découvrir qui a tué Man-gil. Entre autres problèmes, il doit faire face à Baek Kyeong-min (Lee Jong-hyeok (en)), un jeune membre ambitieux du gang, et sa relation continue avec Se-bin, que la chef de l'agence d'assassinat, Madame Kang (Youn Yeo-jeong), presse de le tuer,,.

## Fiche technique
- Titre original : 푸른소금
- Titre international : Hindsight
- Réalisation : Lee Hyeon-seung (en)
- Scénario : Lee Hyeon-seung (en)
- Photographie : Kim Byeong-seo
- Montage : Kim Sang-bum, Kim Jae-bum et Yu Seung-yeop
- Musique : 3rd Coast
- Production : Lee Hyeon-seung (en), Ahn Soo-hyeon et Kim Seong-min
- Société de production : Studio Blue
- Société de distribution : CJ Entertainment
- Pays d’origine :  Corée du Sud
- Langue originale : coréen
- Format : couleur
- Genre : action
- Durée : 121 minutes
- Dates de sortie :
  - Corée du Sud : 31 août 2011
  - Japon : 17 mars 2012

## Distribution
- Song Kang-ho : Yoon Doo-heon, un gangster à la retraite[7],[8],[9]
- Shin Se-kyeong : Jo Se-bin,  une ancienne championne de tir devenue assassin[10],[11]
- Cheon Jeong-myeong : Ae-gu, le bras droit de Doo-heon
- Lee Jong-hyeok (en) : Baek Kyeong-min, l'ami et rival de Doo-heon
- Kim Min-joon (en) : K, un assassin chargé de tuer Doo-heon
- Youn Yeo-jeong : Madame Kang
- Lee Geung-young : Choi Go-meon
- Kim Roi-ha (en) : Kim Gi-cheol
- Oh Dal-soo : le prof Yook
- Esom (en) : Lee Eun-jeong, la meilleure amie de Se-bin
- Jang Young-nam (en) : la prof de cuisine
- Kim Jong-gu : le chef de gang Du
- Kim Kang-woo : le chef de gang Kim
- Jo Young-jin : le chef de gang Ki
- Jo Deok-je : le chef de gang Ri
- Choi Deok-moon (en) : le chef du gang de Haeundae
- Yang Ki-won : le bras droit du gang de Haeundae
- Lee Jong-pil : Yong-soo
- Jin Yang-hye : la présentatrice